# قائمة أعلام المغرب
قائمة الأعلام المغربية، هذه قائمة بالأعلام الحالية والتاريخة المستخدمة في المغرب.

## الأعلام الوطنية

العلم الملكي
علم بحري
علم القوات البحرية

## الأعلام الملكية

العلم الملكي
الراية الملكية

## الأعلام العسكرية

القوات المسلحة
القوات البرية الملكية
القوات البحرية الملكية
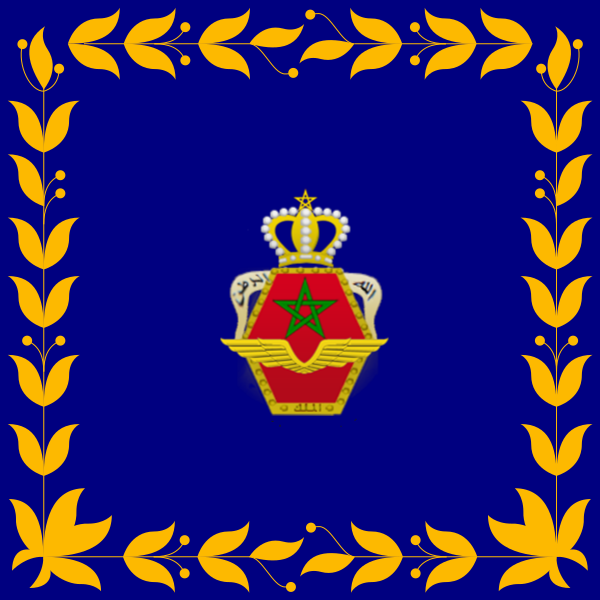
القوات الجوية الملكية
الدرك الملكي
الحرس الملكي
شارة الطائرة العسكرية [الإنجليزية]

## أعلام سابقة

علم المغرب (دولة الموحدين 1147-1269)
علم المغرب، يستخدم إلى جانب راية بيضاء (الدولة المرينية 1258-1420)
علم المغرب، يستخدم إلى جانب راية بيضاء (الدولة السعدية 1554-1659)
علم المغرب، (سلالة العلويين الفيلاليين الحاكمة 1666-1915)
العلم التجاري للمغرب تحت الحماية الفرنسية
العلم التجاري للمغرب تحت الحماية الإسبانية
علم منطقة طنجة الدولية
علم جمهورية الريف

## وصلات خارجية
- (بالإنجليزية) "وصف العلم". أعلام العالم.
- (بالإنجليزية) "وصف العلم". أعلام العالم.

(بالإنجليزية) "وصف العلم". أعلام العالم.